# Ân Thạnh
Ân Thạnh là một xã thuộc huyện Hoài Ân, tỉnh Bình Định, Việt Nam.
Xã Ân Thạnh có diện tích 17,35 km², dân số năm 1999 là 9065 người, mật độ dân số đạt 522 người/km².

## Hành chính
Xã Ân Thạnh được chia thành 6 thôn: An Thường 1, An Thường 2, Hội An, Phú Văn, Thế Thạnh 1, Thế Thạnh 2.